# ГЕС Biédiélǐ
ГЕС Biédiélǐ (别迭里水电站) — гідроелектростанція на північному заході Китаю в провінції Сіньцзян. Використовує ресурс із річки Tuoshigan – правої твірної Аксу, котра в свою чергу є лівою твірною Тариму (безсточний басейн озера Лобнор).
В межах проекту долину річку перекрили комбінованою греблею висотою 11 метрів та довжиною 546 метрів, яка включає розташовану у руслі бетонну ділянку та прилягаючі до неї обабіч насипні секції. Гребля утримує водосховище з об’ємом 1,9 млн м3 та нормальним рівнем поверхні на позначці 1933,5 метра НРМ (під час повені може зростати до 1935,1 метра НРМ).
Зі сховища по лівобережжю прокладено канал довжиною біля 37 км, який на одній із ділянок проходить через тунель довжиною 1,6 км. За два з половиною десятки кілометрів після початку на ньому облаштовано два послідовні машинні зали, кожен з яких обладнали чотирма турбінами типу Френсіс потужністю по 31 МВт. Гідрокомплекс використовує падіння річки більш ніж на дві сотні метрів (рівень поверхні у нижньому б’єфі другого машинного залу становить 1715 метрів НРМ) та забезпечує виробництво 867 млн кВт-год електроенергії на рік.
Видача продукції відбувається по ЛЕП, розрахованим на роботу під напругою 110 кВ та 220 кВ.